# Marcus Di Rollo
Pas d'image ? Cliquez ici

a Compétitions nationales et continentales officielles uniquement.

b Matchs officiels uniquement.
Dernière mise à jour le 17 septembre 2018.
Marcus Di Rollo, né le 31 mars 1978 à Édimbourg (Écosse) est un joueur de rugby à XV qui joue avec l'équipe d'Écosse entre 2002 et 2007, évoluant au poste de centre (1,85 m et 92 kg).

## Biographie
Il a eu sa première cape internationale le 22 juin, 2002 contre l'équipe des États-Unis.
Il a joué avec les Édimbourg Gunners en coupe d'Europe (5 matchs en 2004-05) et en Celtic League.

## Palmarès
- 21 sélections
- Sélections par années : 1 en 2002 et 4 en 2005, 9 en 2006 en sport, 7 en 2007 en sport.
- Tournoi des Six Nations disputé : 2006, 2007.
- Coupe du monde disputée : 2007 (2 matchs).
- Vainqueur du Top 14 en 2008.